# Terbogrel
Terbogrel (INN)  chặn thromboxan và dự kiến sẽ hữu ích trong điều trị tác dụng co mạch và tiểu cầu của hợp chất này. Terbogrel là một chất đối kháng thụ thể thromboxane A<sub id="mwCg">2</sub> có sẵn và một chất ức chế synthase A thromboxane. Thuốc được phát triển bởi Boehringer Ingelheim.
Một thử nghiệm lâm sàng giai đoạn 2 của Terbogrel đã bị ngừng lại do cảm giác đau chân.